# Haifaa al-Mansour
Haifaa al-Mansour (ur. 10 sierpnia 1974) – saudyjska reżyserka filmowa i feministka. Pierwsza kobieta-reżyserka w Arabii Saudyjskiej.

## Życiorys
Zrobiła licencjat z literatury na Amerykańskim Uniwersytecie w Kairze, zdobyła tytuł magistra z reżyserii i studiów filmowych na Uniwersytecie w Sydney. 
Jej film dokumentalny Kobiety bez cieni (2005) zdobył międzynarodowe nagrody. Z kolei Dziewczynka w trampkach (2012) zdobyła uznanie na festiwalach w Wenecji i Londynie.
Haifaa al-Mansour w swoich filmach porusza tematy tabu: tolerancję, niebezpieczeństwa fundamentalizmu religijnego, potrzebę krytycznej oceny tradycyjnej kultury.
Zasiadała w jury sekcji „Un Certain Regard” na 68. MFF w Cannes (2015).

## Filmografia
- Kto? (من؟)
- Gorzka podróż (الرحيل المر)
- Jedyne wyjście (أنا والآخر)
- Kobiety bez cieni(نساء بلا الظل)
- Dziewczynka w trampkach